# Abhinav Bindra
Abhinav Singh Bindra (Dehradun, 28 settembre 1982) è un tiratore a segno indiano.

## Categoria
Ha partecipato a cinque edizioni dei giochi olimpici (2000, 2004, 2008, 2012 e 2016) conquistando un oro a Pechino 2008.

## Palmarès
Olimpiadi
- 1 medaglia:
  - 1 oro (carabina 10 m aria compressa a Pechino 2008)

Mondiali
- 1 medaglia:
  - 1 oro (carabina 10 m aria compressa a Zagabria 2006)

Giochi del Commonwealth
- 7 medaglie:
  - 4 ori (carabina 10 m aria doppio a Manchester 2002, carabina 10 m aria doppio a Melbourne 2006, carabina 10 m aria doppio a Nuova Delhi 2010, carabina 10 m aria a Glasgow 2014)
  - 2 argenti (carabina 10 m aria individuale a Manchester 2002, carabina 10 m a Nuova Delhi 2010)
  - 1 bronzo (carabina 10 m aria individuale a Melbourne 2006)

Giochi asiatici
- 3 medaglie:
  - 1 argento (carabina 10 m aria a squadre a Canton 2010)
  - 2 bronzi (carabina 10 m aria a squadre a Incheon 2014, carabina 10 m aria maschile ax Incheon 2014)